# Attray
Attray är en kommun i departementet Loiret i regionen Centre-Val de Loire strax norr Frankrikes mitt. Kommunen ligger i kantonen Outarville som tillhör arrondissementet Pithiviers. År 2022 hade Attray 209 invånare.

## Befolkningsutveckling
Antalet invånare i kommunen Attray
| Referens: INSEE |